# Folklore: The Long Pond Studio Sessions
Folklore: The Long Pond Studio Sessions — американский документальный концертный фильм, спродюсированный и срежиссированный исполнительницей и автором песен Тейлор Свифт. Он был выпущен 25 ноября 2020 года эксклюзивно для Disney+. В фильме Свифт исполняет все 17 песен из своего восьмого студийного альбома Folklore в студии звукозаписи, обсуждая процесс создания композиций со своими сопродюсерами Аароном Десснером и Джеком Антоноффом.
Фильм получил признание критиков, которыми были отмечены музыка, визуальная составляющая и интимность материала. Он получил 100 % рейтинг одобрения критиков на Rotten Tomatoes. К премьере была выпущена новая версия альбома Folklore под названием The Long Pond Studio Sessions (From the Disney+ Special), включающая записи песен из фильма.

## Синопсис
В сентябре 2020 года Тейлор Свифт и её сопродюсеры восьмого студийного альбома Folklore собрались вместе в студии Long Pond, являющейся уединённой в северной части штата Нью-Йорк хижине, чтобы сыграть вместе в одном помещении все песни альбома после выхода из самоизоляции по причине пандемии COVID-19. Между исполнением песен они рассказывают в уютной атмосфере истории создания песен и обсуждают то, что их вдохновляло на их написание.

## В ролях
- Тейлор Свифт
- Аарон Десснер
- Джек Антонофф
- Джастин Вернон